# XCOR Aerospace
XCOR Aerospace war ein amerikanischer, privater Raketenantriebs- und Raumfahrzeugentwickler, mit Sitz auf dem Mojave Spaceport in Mojave, Kalifornien.

## Geschichte
XCOR wurde im September 1999 von vier Mitarbeitern des Raketenbauers Rotary Rocket in Mojave gegründet: Jeff Greason, Doug Jones, Dan DeLong und Aleta Jackson. Erster CEO war Jeff Greason. Im Juli 2012 wurde der Sitz nach Midland in Texas verlegt. XCOR überlegte, neben anderen Orten u. a. auf den Spaceport Colorado umzuziehen. Letzten Endes fiel die Wahl auf Midland, da die Stadtverwaltung und die Midland Development Corporation mit einer finanziellen Unterstützung mit bis zu 10 Millionen US-Dollar lockten. Im März 2015 wurde Jay Gibson als neuer CEO eingesetzt, Greason und DelOng verließen die Firma im November 2015.
Im Mai 2016 hat XCOR seine Mitarbeiter entlassen und 2017 Chapter 7 bankruptcy angemeldet.

## Projekte

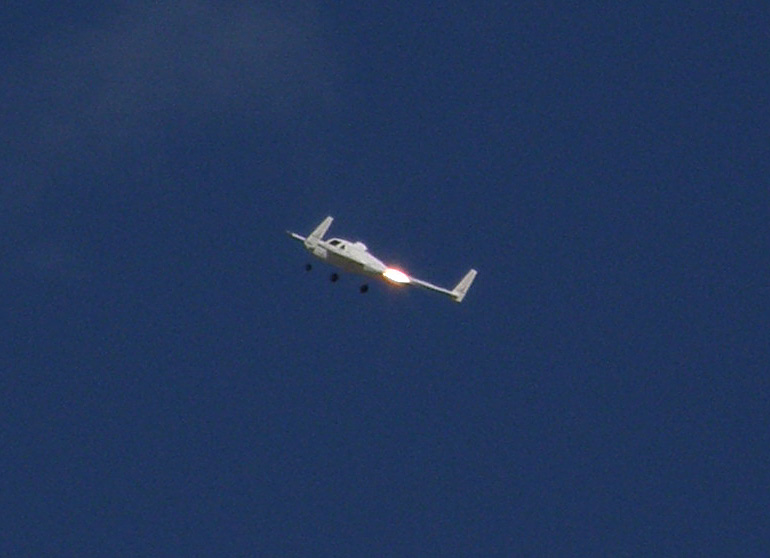
Der Prototyp des Rocket Racer, auf Basis der Velocity SE am 29. Oktober 2007 auf seinem ersten Flug auf dem Mojave Spaceport

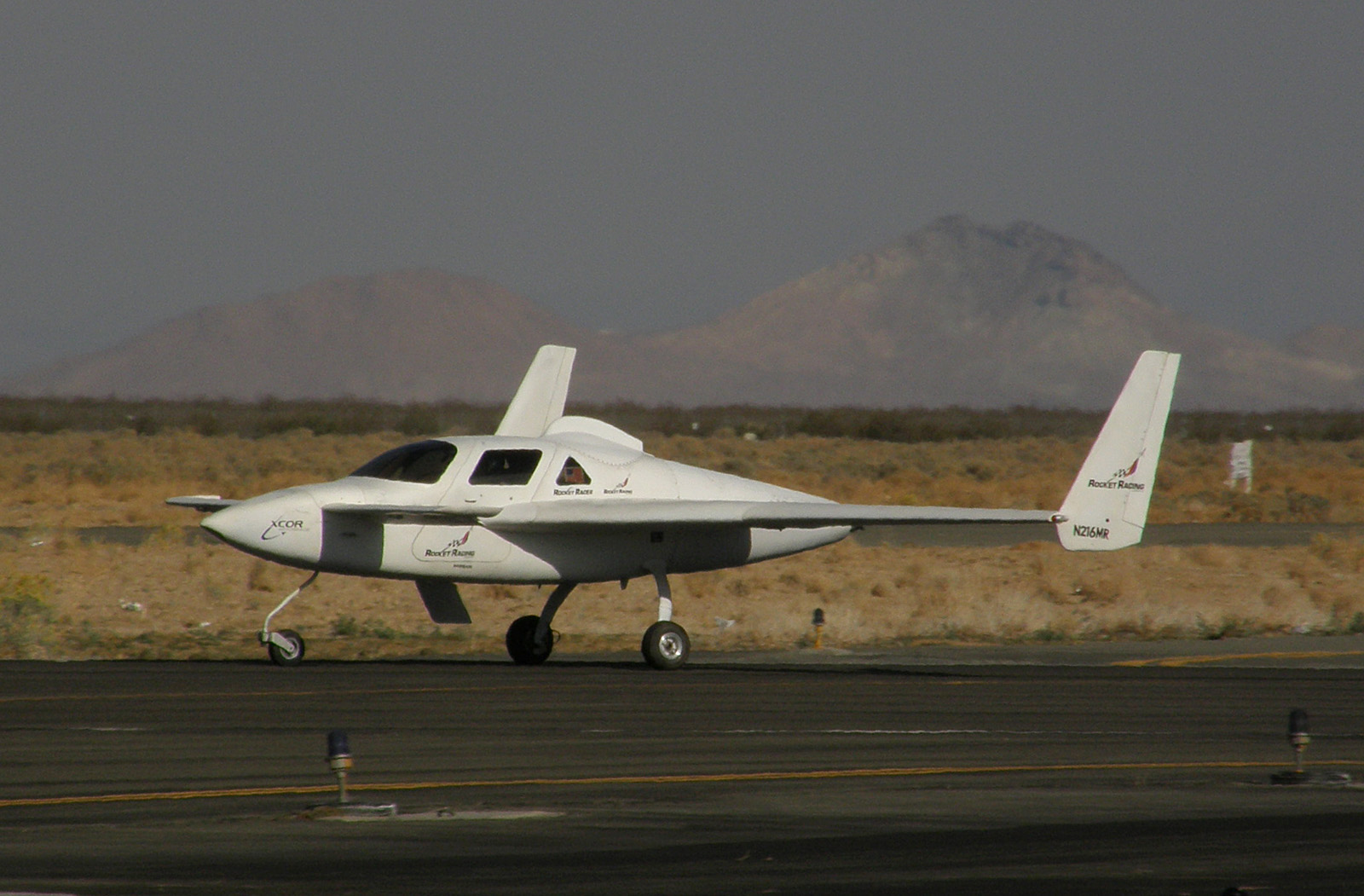
Der Rocket Racer beim Ausrollen nach der Landung.

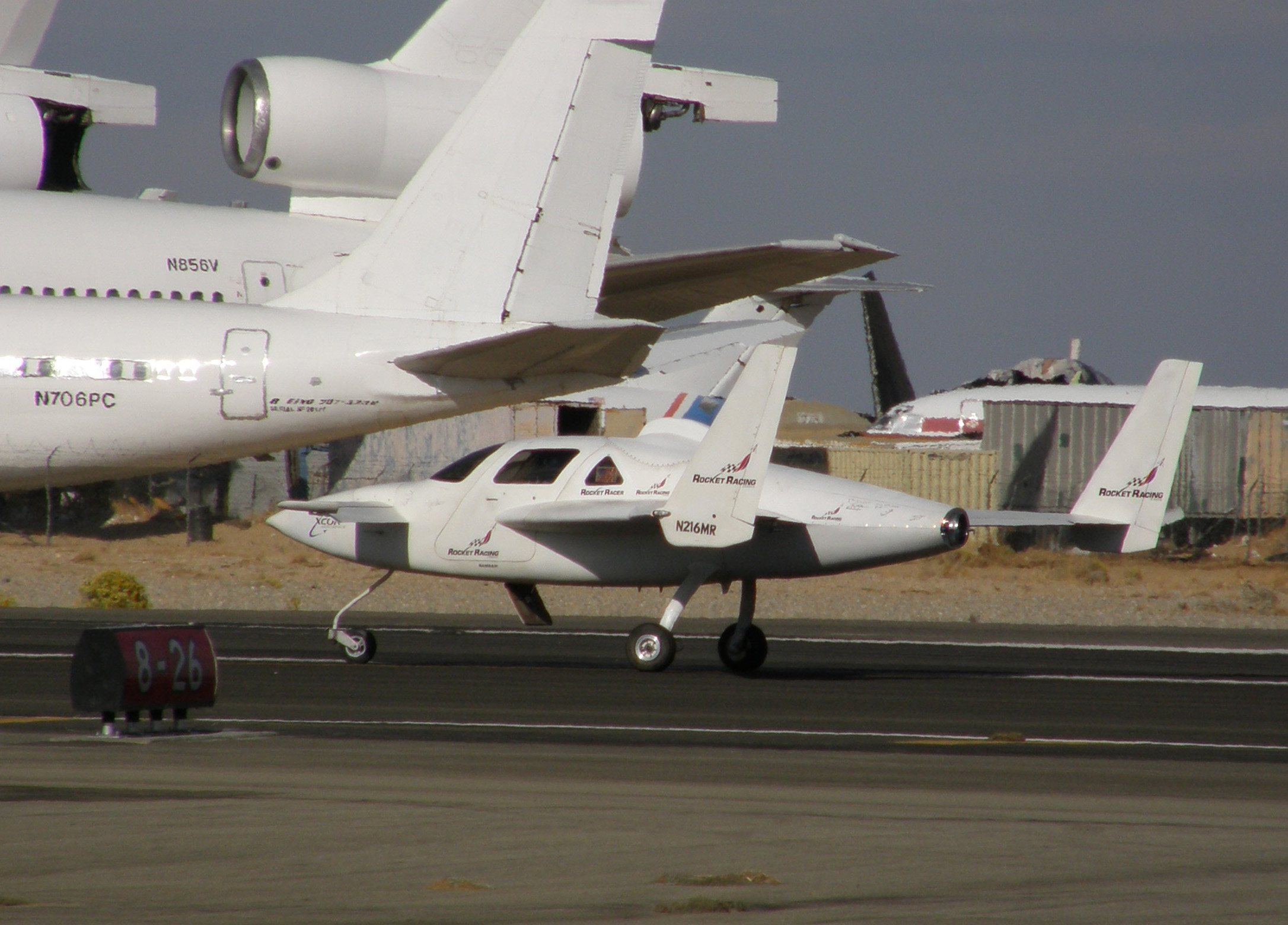
Heckansicht des Rocket Racer.

### Abgeschlossene Projekte
XCOR beschäftigte sich von Anfang an mit raketenbetriebenen Flugzeugen:
- EZ-Rocket: Eine Rutan Long-EZ ausgestattet mit 1,8 kN starken Raketenantrieben, die die herkömmlichen Propellerantriebe ersetzen. Das Flugzeug wurde auch mehrmals auf Flugschauen gezeigt, u. a. auf der 2005 Oshkosh Airshow.[10] EZ-Rocket war das erste privat gebaute und geflogene Raketenflugzeug weltweit.[11]
- Rocket Racer: Das EZ-Rocket-Programm führte zu einem zweiten Modell, welches für die Rocket Racing League ausgelegt war. Es beruht auf dem Airframe einer Velocity SE und wurde auch als Mark-I X-Racer bekannt. Angetrieben wurde es von einem selbstentwickelten Triebwerk. Es handelt sich dabei um das  XR-4K14-Triebwerk.[12] Dieses Flugzeug machte 2008 verschiedene Demonstrationsflüge auf der EAA AirVenture Oshkosh.[13] Der Schub des Einzeltriebwerks soll bei 6,7 kN[12] bis 8 kN gelegen haben.[14] Das wäre doppelt so viel wie bei der EZ-Rocket. Das Triebwerk verbrennt Flüssigsauerstoff und Kerosin. Diese Kombination erlaubt die einfache Lagerung in den Flügeltanks.[15] Nach den Tests, die 2008 abgeschlossen wurden, konnte XCOR sieben Flüge an einem Tag mit dem Flugzeug absolvieren.[11]
- Tea cart engine: Ein 67 N starkes Steuertriebwerk, welches Distickstoffmonoxid und Ethan benutzt. Es ist auf einem fahrbaren Gestell montiert und wurde schon oft in Innenräumen zu Demonstrationszwecken gestartet und kommt auf über 1837 Zündungen und 9039 s Gesamtlaufzeit.[16]
- Test von LOX/Methan-Raketentriebwerken im Jahr 2005.[17]
- Frühere Arbeiten an LOX/Methan-Triebwerken führten zu einem Vertrag mit der NASA, zusammen mit ATK ein 33 kN starkes Triebwerk für den möglichen Einsatz als Rückkehrtriebwerk für den Orion-CEV-Mondlander. Am 16. Januar 2007 teilte XCOR mit, eine voll funktionstüchtige Vorversion getestet zu haben.[18]

### Lynx
Lynx ist ein suborbitales Raketenflugzeug, das Pilot und Nutzlast bis in eine Höhe über 100 km bringen soll. Zwischen 20 und 50 Testflüge ebenso wie zahlreiche statische Triebwerkstest am Boden sind geplant. Ein komplettes Programm mit Taxi-Tests, Starttest und vollständigen Starts ist geplant, um das Flugzeug voll betriebsfähig zu machen. Lynx hat die Größe eines kleinen Privatflugzeugs. Es soll dank seiner wiederverwendbaren, nichttoxischen Triebwerke mehrmals am Tag starten können, um so die Betriebskosten niedrig zu halten. Lynx ersetzt einen vorherigen Entwurf, das Xerus-Raumflugzeug. Die Entwicklung von Lynx wurde am 26. März 2008 mit dem Ziel angekündigt, innerhalb von zwei Jahren ein flugfähiges Fahrzeug zu entwickeln. Dieses Datum wurde mehrmals verschoben, zuerst ins Frühjahr 2012, dann ins Jahr 2013 und schließlich nach 2015.
Das Modell Mark II soll neun bis 18 Monate nach dem Prototyp Mark I fliegen, je nachdem wie schnell das Testprogramm abgeschlossen werden kann.
XCOR Aerospace verkaufte bereits vorab 175 Lynx-Flüge für je 95.000 US-Dollar.

### Nonburnite
XCOR hat Nonburnite entwickelt, einen kryokompatiblen, inhärent nichtbrennbaren Verbundwerkstoff, basierend auf thermoplastischen Fluorpolymeren. Ein niedriger Temperaturkoeffizient und eine eingebaute Unterdrückung von Mikrorissen machen es zu einem geeigneten Werkstoff für kryogene Tanks und für den Aufbau des Raumfahrzeugs selbst.

### Gemeinschaftsentwicklung einer LH2-betriebenen Oberstufe mit ULA
Im März 2011 kündigte die United Launch Alliance (ULA) an, dass sie einen Vertrag zur gemeinschaftlichen Entwicklung eines flugtauglichen Oberstufentriebwerks mit XCOR abgeschlossen haben. Dieses soll mit Flüssigwasserstoff und Flüssigsauerstoff als Treibstoff entwickelt werden. Beruhend auf positiven Versuchen eine neue Triebwerksdüse aus Aluminiumlegierungen mit Hilfe innovativer Herstellungsverfahren zu entwickeln, glaubt ULA, dass das neue Triebwerk mehrere hundert Kilogramm leichter gebaut werden und zu niedrigeren Kosten und höherer Nutzlast für die private und staatliche Raumfahrt führen kann.
Hauptziel der Entwicklung ist die Produktion eines Triebwerks mit einem Schub von 110 bis 130 kN, welches signifikant niedrigere Produktionskosten hat und einfacher zu betreiben und zu integrieren ist als vergleichbare Triebwerke.
Die ersten Tests fanden am 22. März 2011 statt und nutzten das für Lynx vorgesehene LOX-Kerosin-Triebwerk 5K18. Die Triebwerks-Düsen-Kombination zeigte die Fähigkeit der Aluminiumdüse, die hohen Temperaturen in mehreren Testläufen ohne sichtbaren Verschleiß oder Veränderung der Materialeigenschaften zu überstehen. Die Tests bestätigten das Design, die Materialauswahl und die Herstellungsverfahren der Düse und sind Grundlage zur Vergrößerung des bestehenden Entwurfs.
Die Dauer des Entwicklungsprogramms wird von der Höhe der Investitionen abhängen, die beim Erreichen der gesetzten Ziele im Rahmen von XCORs „build-a-little, test-a-little“-Prinzip (Baue ein bisschen, Teste ein bisschen) nötig sind. Bei einer Verringerung der Investitionen würde das Triebwerk erst in fünf bis zehn Jahren fertig.